# Думбрава-Рошіє (комуна)
Думбрава-Рошіє (рум. Dumbrava Roșie) — комуна у повіті Нямц в Румунії. До складу комуни входять такі села (дані про населення за 2002 рік):
- Ізвоаре (1203 особи)
- Брешеуць (787 осіб)
- Думбрава-Рошіє (2728 осіб)
- Кут (2464 особи)

Комуна розташована на відстані 273 км на північ від Бухареста, 7 км на південний схід від П'ятра-Нямца, 92 км на захід від Ясс.

## Населення
За даними перепису населення 2002 року у комуні проживали 7182 особи.
Національний склад населення комуни:
| Національність | Кількість осіб | Відсоток |
| -------------- | -------------- | -------- |
| румуни         | 7129           | 99,3%    |
| цигани         | 48             | 0,7%     |
| угорці         | 3              | < 0,1%   |
| німці          | 1              | < 0,1%   |
| поляки         | 1              | < 0,1%   |

Рідною мовою назвали:
| Мова      | Кількість осіб | Відсоток |
| --------- | -------------- | -------- |
| румунська | 7165           | 99,8%    |
| циганська | 14             | 0,2%     |
| угорська  | 2              | < 0,1%   |
| польська  | 1              | < 0,1%   |

Склад населення комуни за віросповіданням:
| Релігія            | Кількість осіб | Відсоток |
| ------------------ | -------------- | -------- |
| православні        | 7111           | 99,0%    |
| римо-католики      | 25             | 0,3%     |
| адвентисти         | 18             | 0,3%     |
| баптисти           | 11             | 0,2%     |
| п'ятдесятники      | 6              | 0,1%     |
| старообрядці       | 5              | 0,1%     |
| реформати          | 1              | < 0,1%   |
| греко-католики     | 1              | < 0,1%   |
| не вказали релігію | 4              | 0,1%     |